# Chinese Doctors
Bác sĩ Trung Quốc (tiếng Trung: 中国医生, tiếng Anh: Chinese Doctors, Hán-Việt: Trung Quốc y sinh) là một bộ phim điện ảnh thuộc thể loại thảm họa - chính kịch của Trung Quốc ra mắt năm 2021 lấy cảm hứng từ đại dịch COVID-19 tại Trung Quốc và bộ phim theo chân hành trình của các y bác sĩ tại bệnh viện Kim Ngân Đàm không ngừng cứu chữa bệnh nhân trong thời dịch. Tác phẩm do Tập đoàn điện ảnh Bác Nạp, tập đoàn điện ảnh Trung Quốc và Alibaba Pictures đặt hàng phối hợp sản xuất, dưới sự chỉ đạo của đạo diễn Lưu Vĩ Cường. Bộ phim có sự tham gia của các diễn viên gồm Trương Hàm Dư, Chu Á Văn, Viên Tuyền, Dịch Dương Thiên Tỉ, Lý Thần, Âu Hào cùng một số diễn viên khác trong vai các vai nhỏ không lấy thù lao. 
Bộ phim chính thức khởi chiếu tại Trung Quốc từ ngày 9 tháng 7 năm 2021 nhân kỷ niệm 100 năm ngày thành lập Đảng Cộng sản Trung Quốc. Sau khi ra mắt, bộ phim đã được các nhà phê bình đánh giá cao và đồng thời còn thu về hơn 1,3 tỷ nhân dân tệ, trở thành một trong những bộ phim có doanh thu cao nhất năm 2021 giữa buổi đại dịch. 
Tại lễ trao giải Kim Kê lần thứ 34, bộ phim đã giành được hạng mục Nhạc phim hay nhất, ngoài ra còn được đề cử thêm hai hạng mục bao gồm Nam diễn viên phụ xuất sắc nhất và Phim truyện hay nhất.